# Вікторово (Новодворський повіт)
Вікторово (пол. Wiktorowo) — село в Польщі, у гміні Насельськ Новодворського повіту Мазовецького воєводства.
Населення — 81 особа (2011).
У 1975-1998 роках село належало до Цехановського воєводства.

## Демографія
Демографічна структура станом на 31 березня 2011 року:
|          | Загалом | Допрацездатний вік | Працездатний вік | Постпрацездатний вік |
| -------- | ------- | ------------------ | ---------------- | -------------------- |
| Чоловіки | 43      | 10                 | 28               | 5                    |
| Жінки    | 38      | 13                 | 20               | 5                    |
| Разом    | 81      | 23                 | 48               | 10                   |